# Prasinocyma eichhhorni
Prasinocyma eichhhorni är en fjärilsart som beskrevs av Louis Beethoven Prout 1926. Prasinocyma eichhhorni ingår i släktet Prasinocyma och familjen mätare. Inga underarter finns listade i Catalogue of Life.